# Juniperus saxicola
Juniperus saxicola é uma espécie de conífera da família Cupressaceae.
Apenas pode ser encontrada em Cuba.